# 安部篤史
安部 篤史（あべ あつし、1982年8月30日 - ）は、東京都練馬区出身のアーティスティックスイミング（シンクロナイズドスイミング）男子選手である。2017年よりよみうりランド所属。

## 人物
幼少期から水泳を始め、高校3年で水泳は引退。 映画『ウォーターボーイズ』がシンクロをはじめるきっかけ。
帝京大学に進学後、不破央が主宰の水中パフォーマンス集団トゥリトネスに入団、入団後は男性シンクロの競技に目覚める。
ドラマWATER BOYSに出演し、翌年のWATER BOYS2では演技指導も担当。俳優の金子貴俊は旧知の仲である。男性シンクロの取材で、数々のメディアにも取り上げられている。

水中パフォーマンス集団「トゥリトネス」の水中ショーでのパフォーマーや、ダンススイミングやシンクロの指導もおこなっている。
水中パフォーマンスショーは東京都内から日本全国で公演が行われている。（ホテルニューオータニの50周年イベント等）、またグアム島にあるレオパレス21所有の施設レオパレスリゾート・グアムにて、2013年より夏休みと年末年始、水中ショーや水泳教室の活動に参加している。
代表選考会前には、シンクロ施設の整ったグアムでのトレーニングに励んでいた。
2015年2月17日、世界水泳選手権（7月～8月・ロシアのカザンにて開催）のシンクロナイズスイミング代表を発表、男女が組む新種目の混合デュエット・男子代表に安部篤史（トゥリトネス水泳部）が選出、女子代表には国士舘シンクロクラブの足立夢実が選ばれた。
2015年5月、ジャパン・オープン兼日本選手権、2015年6月のスペイン・オープンに出場。シンクロで史上初の男子代表。
2017年2月、よみうりランドと所属契約を締結。
2019年7月、世界水泳選手権（韓国・光州）に足立とのペアで出場。7月15日実施のテクニカルルーティンにて3位。自身としてまた日本男子アーティスティックスイミング選手として初の世界大会メダルを獲得。同月20日実施のフリールーティンにおいても3位に入り2個目の銅メダルを獲得した。
2019年9月9日、自身のツイッターで現役引退を発表。翌日、長年の夢であったシルク・ドゥ・ソレイユの常設ステージ「O」への参加を目指しラスベガスへ渡った。

## 経歴
- 3歳から南光スイミングクラブで水泳を始める。
- 練馬区立貫井中学校、埼玉栄高校にて水泳部に所属
- 2000年　高校3年で競泳選手引退
- 2002年　トゥリトネス入団
- 2003年
  - 競技シンクロを本格的に始める
  - ドラマ「WATER BOYS」出演（安藤役）
- 2004年　ドラマ「WATER BOYS2」で不破央と共に水中演技の振付、指導に携わる
- 2009年　男性シンクロ世界大会「メンズカップ3」ミラノ大会に出場しソロ優勝
- 2011年　 「メンズカップ4」アムステルダム大会に出場し、ソロ優勝
- 2015年　シンクロ日本代表（ミックスデュエット）に選出される
- 2016年　よみうりランドプールWAI　よみうりランドスタッフシンクロチームW'ait（ウエイト）の指導振付補佐を務める
- 2017年　株式会社よみうりランドとの所属契約を締結する
- 2019年　国際水連世界選手権（韓国・光州）アーティスティックスイミング競技出場
  - ミックスデュエット「テクニカル[5]」「フリー[6]」両部門で銅メダル獲得[7] (ペア:足立夢実)
  - 9月9日、引退を発表。